# ستيف هارني
ستيف هارني (بالإنجليزية: Steve Harney)‏ هو لاعب كرة قدم بريطاني، ولد في 1951 في برادفورد في المملكة المتحدة. لعب مع برادفورد سيتي.